# Minutes to Midnight
Minutes to Midnight – trzeci studyjny album kalifornijskiej grupy Linkin Park, którego premiera odbyła się 11 maja 2007 roku, w Stanach Zjednoczonych album został wydany 15 maja. 4 maja album wyciekł do Internetu.
Producentem Minutes to Midnight jest współzałożyciel zespołu Mike Shinoda i Rick Rubin.

## Muzyka
Minutes to Midnight jest odwołaniem do zegara zagłady. „In Between” to pierwszy utwór, gdzie śpiewa Mike Shinoda.

## Lista utworów
1. "Wake" – 1:43
2. "Given Up" – 3:11
3. "Leave Out All the Rest" – 3:31
4. "Bleed It Out" – 2:46
5. "Shadow of the Day" – 4:52
6. "What I’ve Done" – 3:28
7. "Hands Held High" – 3:55
8. "No More Sorrow" – 3:43
9. "Valentine’s Day" – 3:18
10. "In Between" – 3:18
11. "In Pieces" – 3:40
12. "The Little Things Give You Away" – 6:23

Bonus
1. "No Roads Left" – 3:48 (Utwór był dostępny również w iTunes Exclusive, tylko na zamówienie przez Internet)
2. "What I’ve Done (Distorted Remix)" – 3:44  (Utwór zremiksowany przez Mike’a Shinodę)
3. "Given Up (Third Encore Session)" – 3:09

## Twórcy

### Linkin Park
- Chester Bennington – wokale główne, gitara rytmiczna ("Shadow of the Day", "No Roads Left")
- Mike Shinoda – wokale, rap ("Bleed It Out", "Hands Held High"), gitara rytmiczna, pianino ("Wake", "Leave Out All the Rest", "Bleed It Out", "What I’ve Done", "In Pieces"), producent, syntezator ("Wake", "Leave Out All the Rest", "Shadow of the Day", "In Between", "The Little Things Give You Away"); gitara akustyczna ("The Little Things Give You Away"), aranżacja instrumentów smyczkowych ("Leave Out All the Rest", "Shadow of the Day", "Hands Held High", "The Little Things Give You Away", "No Roads Left")
- Brad Delson – gitara prowadząca; aranżacja instrumentów smyczkowych ("Leave Out All the Rest", "Shadow of the Day", "Hands Held High", "The Little Things Give You Away", "No Roads Left"), syntezator ("Hands Held High")
- Dave „Phoenix” Farrell – gitara basowa; chórki w "Hands Held High" oraz "The Little Things Give You Away"
- Joe Hahn – turntablizm, samplery, programowanie
- Rob Bourdon – perkusja

### Pozostali twórcy (Leave Out All the Rest, Shadow of the Day, Hands Held High, The Little Things Give You Away, No Roads Left)
- David Campbell – aranżacja instrumentów smyczkowych
- Charlie Bisharat, Mario DeLeon, Armen Garabedian, Julian Hallmark, Gerry Hilera, Songa Lee-Kitto, Natalie Leggett, Josefina Vergara, Sara Parkins – skrzypce
- Matt Funes, Andrew Picken – altówki
- Larry Corbett, Suzie Katayama – wiolonczele
- Oscar Hidalgo – kontrabas

## Listy przebojów i sprzedaż
Minutes to Midnight zadebiutowało na 1. miejscu listy sprzedaży w Ameryce, znalazło się także w czołówce list większości państw, gdzie zostało wydane. W pierwszym tygodniu sprzedano rekordową liczbę 625 000 egz. płyt w USA, w tym samym czasie na całym świecie odnotowano rekordowy wynik sprzedaży ponad miliona sztuk.
Do tej pory album został sprzedany w prawie 7 mln nakładzie (z czego 2,3 mln kopii sprzedano w USA za co zespół otrzymał podwójnie platynową płytę).
W Polsce album dotarł do 2. miejsca listy OLiS i uzyskał status złotej płyty.
Album zajął pierwsze miejsce na węgierskiej liście Top 40 album-, DVD- és válogatáslemez-lista, zdobył w tym kraju również status złotej płyty.